# Tanja Gönner
Tanja Gönner, née le 23 juillet 1969 à Sigmaringen, est une femme politique allemande membre de l'Union chrétienne-démocrate d'Allemagne (CDU).
Elle a été ministre de l'Environnement du Land de Bade-Wurtemberg.

## Biographie
Après avoir obtenu son Abitur en 1989, elle suit une formation de greffière jusqu'en 1992, année où elle passe son diplôme avec succès. L'année suivante, elle entame des études de droit à l'Université de Tübingen, qu'elle termine en réussissant son premier examen juridique d'État en 1997. Elle obtient le second en 1999, après avoir suivi un stage à la cour régionale de Ravensburg.
Elle commence à travailler en 1992 dans une société de conseils juridiques, mais cesse cette activé en 1995. L'année suivante, elle est engagée dans un cabinet d'avocats, où elle exerce cette profession après avoir réussi son examen du barreau en 1999.

## Parcours politique

### Au sein de laJunge Union
En 1986, elle adhère à la Junge Union (JU), mouvement des jeunes de la CDU, et en devient aussitôt coordinatrice dans l'arrondissement de Sigmaringen pour une période de six ans à la suite de laquelle elle est désignée au poste de coordinatrice de la JU du district de Tübingen.
Elle entre au comité directeur régional en 1994, et renonce à ses fonctions dans le district de Tübingen l'année suivante. En 1996, elle est élue membre du comité directeur fédéral de la JU, puis en devient vice-présidente en 1998 pour quatre ans. Un an plus tôt, elle avait quitté le comité directeur du Bade-Wurtemberg.

### Au sein de la CDU
Elle entre à l'Union chrétienne-démocrate d'Allemagne (CDU) en 1987.
Huit ans plus tard, elle intègre le comité directeur du parti dans le Wurtemberg-Hohenzollern, puis devient porte-parole de la CDU de l'arrondissement de Sigmaringen en 1997. Elle abandonne ces deux fonctions en 2001.
En 2000, elle est élue au comité directeur fédéral du parti, puis en prend la présidence dans l'arrondissement de Sigmaringen à peine un an plus tard. Elle siège au comité directeur régional depuis 2005.
Par ailleurs, elle fait partie de diverses commissions fédérales, que ce soir sur le sport, la famille ou encore l'environnement.

### Au sein des institutions
Elle est élue députée fédérale au Bundestag le 18 septembre 2002, mais démissionne le 14 juillet 2004, lorsqu'elle est nommée ministre du Travail et des Affaires sociales du Bade-Wurtemberg dans la coalition noire-jaune d'Erwin Teufel.
Le 29 avril 2005, Günther Oettinger est élu Ministre-président en remplacement de Teufel, et Tanja Gönner devient ministre de l'Environnement, succédant à Stefan Mappus. Quand celui-ci remplace Oettinger le 10 février 2010, il demande à l'ensemble des ministres de gérer les affaires courantes jusqu'au 24 février. Ce jour-là elle est reconduite en tant que ministre de l'Environnement, de la Protection de la nature et des Transports. À la suite des élections régionales du 27 mars 2011, elle échoue à prendre la direction du groupe parlementaire de la CDU face au sortant, Peter Hauk, qui recueille 39 voix sur 60. Elle quitte le gouvernement le 12 mai 2011 avec l'entrée en fonction du cabinet Kretschmann I.